# Stygiomedusa gigantea
Stygiomedusa gigantea is een schijfkwal uit de familie Ulmaridae. De kwal komt uit het geslacht Stygiomedusa. Stygiomedusa gigantea werd in 1910 voor het eerst wetenschappelijk beschreven door Browne. Hij is een diepwaterkwal en is nog maar 115 keer gespot in 110 jaar. Toch gaan de kwallendeskundigen ervan uit dat deze kwal in bijna alle zeeën leeft. Zijn lijf kan ongeveer een diameter van 1 meter hebben en zijn tentakels kunnen langer dan 10 meter worden.